# 格林希爾 (特拉華州)
格林希爾（英語：Green Hill）是位於美國特拉華州蘇塞克斯縣的一個非建制地區。該地的面積和人口皆未知。

## 地理
格林希爾的座標為38°47′28″N 75°10′02″W / 38.79111°N 75.16722°W，而該地的平均海拔高度為2米（即7英尺）。